# Paul-Gerhardt-Kirche (Neunkirchen)

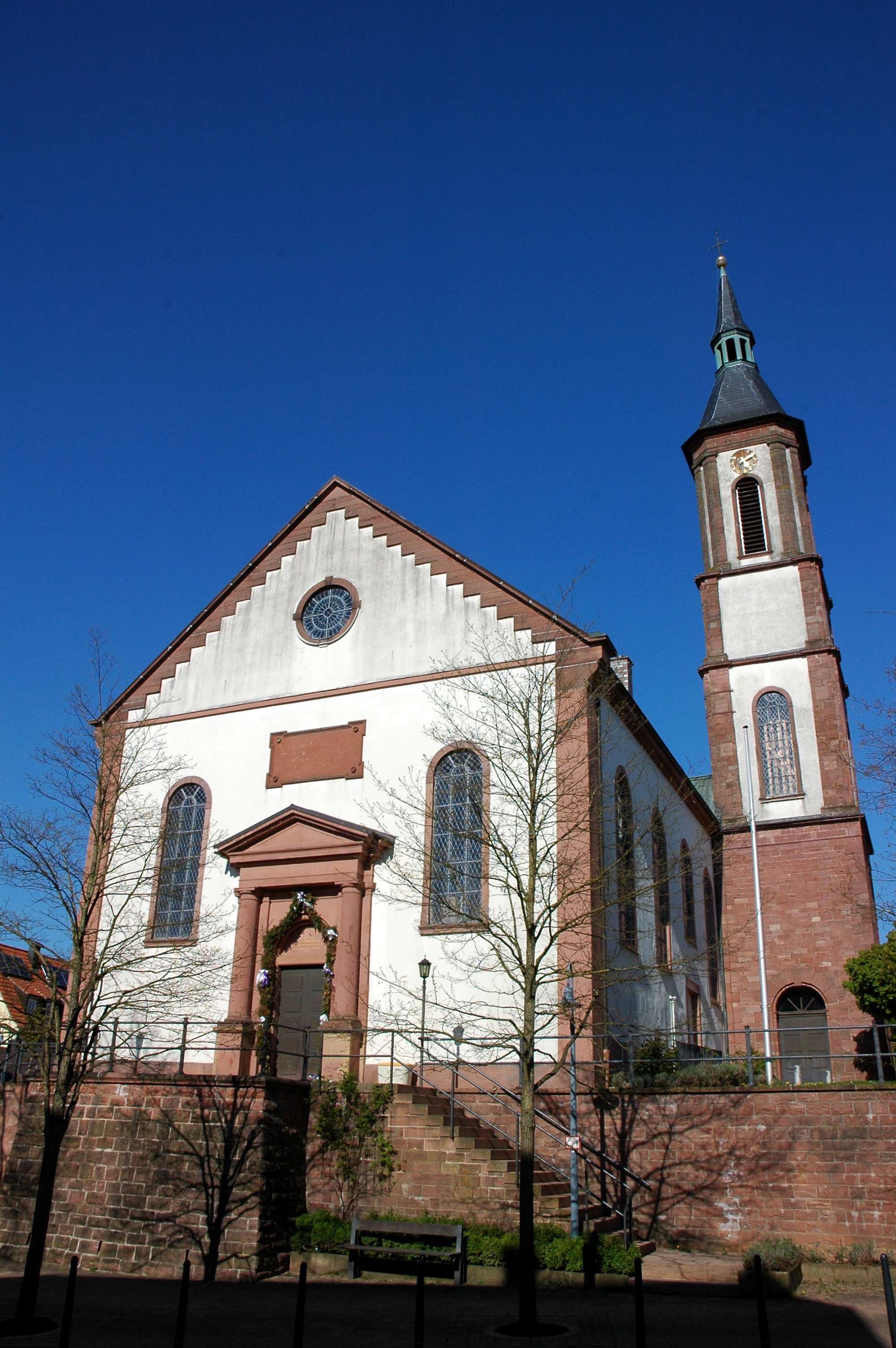
Paul-Gerhardt-Kirche in Neunkirchen

Die evangelische Paul-Gerhardt-Kirche steht in Neunkirchen, einer Gemeinde im Neckar-Odenwald-Kreis in Baden-Württemberg. Das Bauwerk ist beim Landesamt für Denkmalpflege Baden-Württemberg als Baudenkmal eingetragen. Die Kirchengemeinde gehört zum Kirchenbezirk Mosbach in der Evangelischen Landeskirche in Baden.

## Beschreibung
Die Saalkirche wurde 1843 errichtet. Sie besteht aus einem Langhaus mit fünf Achsen, einem eingezogenen, dreiseitig geschlossenen Chor im Osten und einem Kirchturm an der Südwand des Langhauses. Der Turm erhielt 1868 ein achteckiges, mit Pilastern an den Ecken gegliedertes Obergeschoss, das die Turmuhr und den Glockenstuhl enthält und mit einem von einer Laterne bekrönten schiefergedeckten Helm abschließt.
Der durch die Pfeiler der Emporen dreigeteilte Innenraum des Langhauses wurde 1890 mit einer Holzbalkendecke überspannt.